# Microtettigonia
Sous-famille
Genre
Microtettigonia est un genre de la famille des Tettigoniidae, le seul de la sous-famille des Microtettigoniinae.

## Distribution
Les espèces de ce genre sont endémiques d'Australie.

## Liste des espèces
Selon Orthoptera Species File (28 mars 2010) :
- Microtettigonia kangaroo Rentz, 1979
- Microtettigonia kutyeri Rentz, 2001
- Microtettigonia tachys Rentz, 1979
- Microtettigonia tunte Rentz, 2001
- Microtettigonia whippoo Rentz, 2001

## Référence
- Rentz, 1979 : Comments on the classification of the orthopteran family Tettigoniidae, with a key to subfamilies and description of two new subfamilies. Australian Journal of Zoology, vol. 27, n. 6, p. 991-1013.